# 夢 (小説)
『夢 (Somnium, ソムニウム) 』は1608年にヨハネス・ケプラーによって書かれた小説。原題の Somnium はラテン語で「夢」を意味する。この物語は、1634年に作者の息子ルードヴィヒ・ケプラーによって初めて出版された。物語の中で、アイスランド人少年とその母が「レヴァニア」と呼ばれる月の世界について精霊から学ぶ。『夢』は、地球が月からどのように見えるかを想像力に富んだ記述で示しており、月の天文学に関する最初期の論文であると考えられている。カール・セーガンやアイザック・アシモフは、この物語を「SF小説のはしりである」と述べている。

## あらすじ
ケプラーが熟練の魔術師リビュサ (Libussa) についての本を読んでいるところから物語は始まる。彼は読書中に眠りに落ち、その眠りの中でケプラーは14歳のアイスランド人少年ドゥラコトゥス (Duracotus) についての本を読んでいた。
ドゥラコトゥスは母のフィオルクヒルデ (Fiolxhilde) と二人で暮らしていた。フィオルクヒルデは薬草と不思議な印を付けた布を山羊皮の袋に詰めたものを作り、それを近くの港に持って行って船長たちに売ることで生計を立てていた。ある日、ドゥラコトゥスがその袋を切り開いてしまい、フィオルクヒルデはそれに気付かず港に持って行ったため中の薬草などがこぼれてしまった。腹を立てた彼女は息子を袋の代わりに船乗りに売り付けてしまった。船は翌日には出航してしまい、ティコ・ブラーエに手紙を届けるためヴェン島まで旅をしたが、ドゥラコトゥスの船酔いがあまりにひどかったため、ヴェン島に着くと船乗りは彼に手紙を預け、ティコの下に彼を残して出航してしまった。
ティコは喜び、ドゥラコトゥスに話しかけたが言葉がさっぱり通じなかったため、弟子たちにドゥラコトゥスに話しかけるように命じた。おかげで数週間もするとドゥラコトゥスはデンマーク語で会話ができるようになった。彼は言葉を習うのと併せて天文学を学ぶ。彼は天文学に夢中になり、夜毎の天体観測を楽しんだ。望郷の念に駆られてアイスランドに帰郷するまでの数年間、ドゥラコトゥスはティコの元に滞在した。
アイスランドでは母フィオルクヒルデが健在であった。彼女はドゥラコトゥスが身に付けた天文学の知識と自分の知識を照らし合わせて学ぶことをこの上なく喜んだ。ある日フィオルクヒルデは、彼女が天空についてどうやって学んだのかを彼に打ち明けた。彼女は精霊を召喚できると言った。精霊は一瞬にして地球上のあらゆるところに彼女を連れて行くことができるとのことだった。また連れていくには遠過ぎる場所であれば、そこの話を詳しく教えてくれるとのことで、彼女が懇意にしている精霊を呼び出すこととなった。
召喚された精霊はこのように語る。「5万マイル彼方のエーテル中にレヴァニア - 月はある。」精霊によると、レヴァニアと地球の間には通り道がある。通り道が通じたとき、精霊は人間を4時間でレヴァニアへ連れていくことができる。精霊たちの偉大な力で人間をレヴァニアまで押し上げるのだが、人間には衝撃が大き過ぎるので、旅の間は薬で眠らせるのだという。困難な点として極寒と空気の薄さがあるが、寒さは精霊の力で和らげられ、薄い空気は鼻に濡らした海綿を詰めることで対処できる。月が近づくと、精霊たちは人間が叩きつけられないようにスピードを緩める。
レヴァニアへの旅路の話のあとに、精霊は精霊たちが太陽によって抑えつけられていることを話す。彼らは、地球を「ヴォルヴァ」と呼んでおり、その影の中に住んでいる。精霊たちは日食のときにヴォルヴァに向かって飛び出ることができるが、そうでないときはレヴァニアの影の中に潜んでいる。
精霊の生活ぶりを語ったのち、精霊はレヴァニアの話を続ける。レヴァニアは「プリヴォルヴァ」と「スブヴォルヴァ」と呼ばれる2つの半球に分けられている。2つの半球は境界線で区切られている。プリヴォルヴァからはヴォルヴァ（地球）を決して見ることができず、スブヴォルヴァからはヴォルヴァを月として見ることができる。ヴォルヴァは実際の月と同じ周期で動く。
精霊はスブヴォルヴァとプリヴォルヴァの説明を続ける。日食が月からどのように見えるか、月が地球から離れていることにより惑星の大きさが異なって見えること、月の大きさなど、いくつかの自然科学的な説明もあり、また、スブヴォルヴァとプリヴォルヴァに住む生物や植生、レヴァニアの生と死のサイクルなど、空想科学に基づく説明もある。
プリヴォルヴァの生物についての話の途中で、夢は中断されてしまう。外の嵐の音でケプラーが目を覚ましてしまったためである。そのとき彼は、夢の中でドゥラコトゥスとフィオルクヒルデがしていたように、頭を枕でおおわれ、体は毛布でくるまれていることに気付くのだった。

## 出版の経緯
元々『夢』は、コペルニクスの地動説を擁護するために、「地球の居住者にとって月の運行がはっきりと見ることができるのと同じように、月面の観測者は惑星の運行を理解することができる」と提唱する学位論文として始められた。20年近く後に、ケプラーは物語に夢の枠組みを加え、さらに10年間かけて彼の騒がしい経歴と彼の知的な進歩の段階を反映させた注釈を著述した。
「夢」の内容とケプラーの現実の生活との間にはいくつもの類似性が見られる。ドゥラコトゥスはティコ・ブラーエの元でかなりの期間働いているが、ケプラーもまた、皇室数学者となる前にティコの元で働いている。ケプラーは、魔女の疑いをかけられて逮捕された母の自由を勝ち取るために5年間を費やした。母の死後、ケプラーは彼の物語を説明するための注釈を書いた。
彼の死後、息子のルードヴィヒ・ケプラーによって遺作として出版された。

## 物語中の世界

### レヴァニア
ケプラーは、レヴァニアを科学的手法で著述する役割を精霊に負わせている。恒星は地球の恒星と同じ位置にある。惑星は、レヴァニアのほうが地球より惑星に近いことからより大きく見える。レヴァニアからは惑星の運行も異なって見える。例えば、地球からは月が動き地球は動いていないように見えるのと同様に、レヴァニアからは地球は動いてみえるのにレヴァニアは動いていないように見える、といった具合である。これは、ケプラーがコペルニクスの地動説を擁護した一例である。境界線の住人は、月の他の地域とは惑星が違うように見え、特に水星と金星は大きく見えるとした。

### プリヴォルヴァ
昼は地球の14日にいくらか足りないくらいで、夜は地球の15～16日に相当する。夜の間、プリヴォルヴァは激しく寒さで強い風に見舞われる。日中は非常に高温で無風である。夜間、水はスブヴォルヴァに全て移動してしまう。昼になるとプリヴォルヴァに水が戻ってくるため激しい暑さから住人を守ってくれる。住人たちは日中の暑さから逃げるため水に潜ってしまう。

### スブヴォルヴァ
昼と夜はおよそ地球の30日に相当する。スブヴォルヴァの昼は、地球における月の相に一致する。スブヴォルヴァからは地球が月のように見える。地球は、夜の間我々の月のような満ち欠けをする。ケプラーはスブヴォルヴァには蛇のような生物がいると記している。スブヴォルヴァの地形は我々の世界同様に野原と町に覆われている。プリヴォルヴァの夜の間は全ての水がスブヴォルヴァに移動してくるため、スブヴォルヴァは水没してしまい、波間にわずかばかりの陸地が見えるだけとなる。スブヴォルヴァはほぼ消えることのない雲と雨に覆われるため、太陽から守られている。

## 翻訳
- Johannes Kepler (1967). Kepler's Somnium: The Dream, Or Posthumous Work on Lunar Astronomy. Courier Dover Publications. ISBN 978-0-486-43282-3
- ヨハネス・ケプラー 著、渡辺正雄,榎本恵美子 訳『ケプラーの夢』講談社〈講談社学術文庫〉、1985年5月。ISBN 9784061586871。